# Witold Abramowicz
Witold Abramowicz (* 1954) ist ein polnischer Wissenschaftler, Professor für Wirtschaftswissenschaften, Postdoc in Mathematik und Ingenieur. Von 1990 bis 2024 war er Leiter des Lehrstuhls für Wirtschaftsinformatik an der Wirtschaftsuniversität Poznań. Im Jahr 2019 wurde Abramowicz das Ritterkreuz des Orden Polonia Restituta verliehen.